# Марґріт Маттейсе
Марґріт Маттейсе (нід. Margriet Matthijsse, 29 квітня 1977) — нідерландська яхтсменка.
Срібна призерка Олімпійських Ігор 1996 (Європа), 2000 (Європа) років.